# Controversia territorial y de delimitación marítima entre Colombia y Nicaragua
La controversia territorial y de delimitación marítima entre Colombia y Nicaragua (oficialmente:  Caso concerniente a la disputa territorial y de delimitación marítima entre la República de Nicaragua y la República de Colombia) es un diferendo planteado por la República de Nicaragua a la República de Colombia, respecto a la soberanía de ciertas islas y la delimitación marítima entre ambos países en el mar Caribe occidental.
De acuerdo a Colombia, los territorios en disputa históricamente le habían pertenecido y, además, sostuvo que en 1928 se firmó el Tratado Esguerra-Bárcenas, pero el cual no fijaban los límites marítimos entre Colombia y Nicaragua en el meridiano 82 como indicaban el gobierno de Colombia.
No obstante, Nicaragua alegó la invalidez del tratado, argumentando que este se celebró en una época en la cual el país estaba ocupado por Estados Unidos.; asimismo, señaló que en aquella época aún no había surgido el Derecho del mar, y que por lo tanto se violaba los derechos de exclusividad marítima que actualmente se reconoce a los Estados.
El 6 de diciembre de 2001, Nicaragua inició ante la Corte Internacional de Justicia el "Caso de la República de Nicaragua contra la República de Colombia con respecto a los "aspectos legales subsistentes" entre los dos Estados "en relación con el título sobre el territorio y la delimitación marítima" en el Caribe occidental (Case of Nicaragua against Colombia with regard to "legal issues subsisting" between the two States "concerning title to territory and maritime delimitation" in the western Caribbean).
.

El 19 de noviembre de 2012 se dio a conocer la sentencia de fondo de la Corte Internacional de Justicia, que fijó los límites marítimos entre Nicaragua y Colombia.

## Antecedentes
La soberanía de Colombia sobre el territorio Insular del archipiélago de San Andrés y Santa Catalina se basa en una Real Orden, dada por el Rey de España, el 20 de noviembre de 1803, por medio de la cual éstas islas dejaban de estar bajo el control de la Capitanía General de Guatemala para formar parte del Virreinato de La Nueva Granada; teniendo como justificación la solicitud presentada por el gobernador de San Andrés, Tomás O'Neill y un grupo de vecinos; quienes argumentaban el peligro que ofrecía la presencia de los bucaneros y los piratas en dicha zona.
Teniendo en cuenta lo anterior y los informes rendidos por la Junta de Fortificación de Indias, el Monarca Español dispuso en comunicación al Virrey José Antonio Caballero lo siguiente:
"El Rey ha resuelto que las islas de San Andrés y la parte de la Costa Mosquito desde el Cabo Gracias a Dios inclusive hacia el río Chagres, quedan segregadas de la Capitanía General de Guatemala y dependientes del Virreinato de Santa Fe..."
De esta manera se materializó una de las prácticas del reino Español, sobre el manejo de territorios en ultra mar, los cuales se deben sujetar al control de la zona continental. Posteriormente, esta Orden Real, fue ratificada en 1805.
En 1806, Mosquitia fue restituida a la Capitanía General de Guatemala, mediante una Real Orden del 13 de noviembre de 1806, enviada al Capitán General de Guatemala, expresando lo siguiente:

Ha resuelto Su Majestad [el rey de España] que Vuestra Señoría [el capitán general de Guatemala], es quien debe entender en el conocimiento absoluto de todos los negocios, que ocurran en la colonia de Trujillo y demás puestos militares de la Costa Mosquito concernientes á las cuatro causas referidas [justicia, policía, hacienda y guerra].

Seguidamente, el 31 de marzo de 1808, mediante Real Orden dirigida al Capitán General de Guatemala, en contestación a sus comunicaciones del 5 de enero y del 18 de julio de 1805, se dispone que haga subsistir la habilitación del río San Juan de Nicaragua para la navegación y el comercio; además, que promueva el desmonte y el cultivo de los terrenos inmediatos, concediendo a sus habitantes las mismas gracias concedidas en otra Real Orden del 20 de noviembre de 1803, para ser dispensadas a los nuevos pobladores de Mosquitia, indicando que se eximan de derechos y diezmos por diez años, los frutos que se cosechen en distancia de diez leguas del río, por cualquiera de sus márgenes; y que se procure establecer una población en las inmediaciones del río San Juan de Nicaragua. Estas diez leguas de costa al norte del río San Juan, caían en Mosquitia; las diez del sur, pertenecían a Costa Rica. Dicha Real Orden de 1808, prueba por tanto, que continuaba la jurisdicción de la Capitanía General de Guatemala en Mosquitia, en la desembocadura del río San Juan y también en Costa Rica.
No obstante, una vez alcanzada la independencia, la Gran Colombia continuó considerando a Mosquitia, como parte de los departamentos de Cundinamarca y del Istmo, entre 1819 y 1830, siendo considerada más tarde, como parte de la República de la Nueva Granada —hoy en día Colombia—, aunque sin un dominio efectivo del territorio por parte de esta.
El 25 de marzo de 1825 se firma el Tratado de Unión, Liga y Confederación Perpetua entre la República Federal de Centro América y Colombia, donde se acuerda que los límites entre ambas naciones serían los existentes en ese momento. Este tratado invocaba el principio del uti possidetis iure de 1810, en el sentido que las fronteras entre las provincias españolas pertenecientes a los antiguos virreinatos y capitanías, se determinaban conforme a las reales órdenes o cédulas de división territorial existentes ese año. Este era el caso precisamente de la Real Orden de 1806, expedida con anterioridad a 1810. Por ello, Colombia y los Estados sucesores de la República Federal de Centro América (en este caso Nicaragua), quedaron obligadas a dar cumplimiento a dicha disposición, conforme lo establece el derecho internacional, dando paso a que Colombia ejerza soberanía sobre las Islas de San Andrés y Providencia.
Finalmente se decide que Colombia conserva los territorios que tenía desde antes de 1810, y luego de que se disolvió la Capitanía de Guatemala, los Nuevos Estados debían entrar a reconocer los acuerdos realizados por la antigua capitanía. Sin embargo, Nicaragua intenta ejercer actuaciones de soberanía sobre las Islas de los Mangles, que pertenecen al archipiélago de San Andrés. Situación ante la cual es contra demandada por el canciller colombiano, Jorge Holguín, quien señala nuevamente el territorio en donde Colombia ejerce soberanía.
Años más tarde, mediante el tratado de Esguerra - Bárcenas, suscrito por plenipotenciarios de ambos países, se intenta zanjar las diferencias sobre ese territorio, dando paso a que Colombia ejerza soberanía hasta el meridiano 82, es decir de ahí, hacia el oriente; y Nicaragua la ejerce desde ese meridiano hacia el Occidente. Los representantes de ambos gobiernos eran los señores Manuel Esguerra (Colombia) y José Bárcenas (Nicaragua). En su ratificación, Nicaragua aclaró que..."el Archipiélago de San Andrés que se menciona en la cláusula Primera del Tratado no se extiende al occidente del meridiano 82° de Greenwich... ". y es obvio que en esta ratificación queda claro que el tratado Esguerra - Bárcenas no establece límites entre ambos países.
El litigio territorial entre Nicaragua y Colombia hace referencia a la actual confrontación diplomática entre ambas naciones, debido a la reclamación hecha por el gobierno nicaragüense de Daniel Ortega a su homólogo de Colombia, por medio de la cual, pretende ejercer soberanía en territorios históricamente ocupados por Colombia. De acuerdo con la defensa de Colombia, los territorios en disputa han pertenecido históricamente a Colombia; además en 1928, se firmó el Tratado Esguerra-Bárcenas, el cual acredita la soberanía de Colombia sobre dicho territorio. Por tanto, esta situación llegó a instancias de la Corte Internacional de La Haya, tras una demanda que hizo Nicaragua contra Colombia, cuyo fallo se dio a conocer el 19 de noviembre de 2012
Por su parte los delegados nicaragüenses, llegaron hasta estas instancias jurídicas dado que argumentan la invalidez de dicho tratado, ya que éste se efectuó durante una época donde aún no existía el denominado "
Derecho del mar. Razón por la cual a partir de la década de 1980 declaró nulo tal tratado, alegando que era una violación a su soberanía y que en aquella época estaba ocupada militarmente por los Estados Unidos. Lo que igualmente les dio paso para reclamar como propios los cayos Roncador, Quitasueño y Serrana, que en dicho año estaba en litigio entre Colombia y los Estados Unidos, por lo tanto fueron excluidos en el Tratado de 1928.

## Caso ante la Corte Internacional de Justicia

### Sentencia de la Corte de 2007
El 13 de diciembre de 2007, la Corte Internacional de Justicia, se declara competente para resolver el litigio y le reconoce a Colombia la soberanía por las islas de San Andrés, Providencia y Santa Catalina, pues menciona que este conflicto ya estaba resuelto por el tratado de 1928. Sin embargo, agregó que el tratado no determinó las fronteras marítimas de una zona rica en petróleo, por lo cual los dos países tendrán que estructurar sus argumentaciones, para presentárselas a la corte.

### Sentencia de la Corte de 2012

Mapa mostrando la delimitación establecida en el fallo de la Corte Internacional de Justicia del 19 de noviembre de 2012 sobre el litigio entre Nicaragua y Colombia por límites marítimos en el Mar Caribe occidental.

El 19 de noviembre de 2012 la Corte Internacional de Justicia dictó sentencia sobre la demanda que presentó Nicaragua contra Colombia, argumentando que todo el archipiélago le pertenece a este último país, reafirmando así la soberanía de Colombia sobre las islas de San Andrés y Providencia, junto con los cayos de Alburquerque, Roncador, Serrana, Bajo Nuevo, Quitasueño y Serranilla; sin embargo con este fallo Colombia perdió cerca del 43% de su territorio marítimo en el Mar Caribe.
El presidente Juan Manuel Santos en alocución nacional el 19 de noviembre de 2012, rechazó el fallo de Corte Internacional de Justicia. Según el gobierno colombiano, el tribunal internacional cometió serias equivocaciones al trazar la línea de delimitación. Ante tal situación el 27 de noviembre de 2012 Colombia denunció ante la OEA el Pacto de Bogotá, instrumento por cual Colombia reconocía la jurisdicción obligatoria de la Corte Internacional de Justicia. Después del retiro del Pacto de Bogotá, el presidente de Colombia Juan Manuel Santos afirmó que "Los límites no deben quedar en manos de una Corte", diciendo también que "dicho principio es compartido por otros países que han tomado la misma posición de Colombia".
El 14 de junio de 2013 el presidente del Senado de la República de Colombia, Roy Barreras, reiteró que el Congreso de la República de Colombia no aceptará modificar las fronteras de Colombia a causa del fallo de la Corte Internacional de Justicia. Según Barreras, "La presencia de una juez de nacionalidad china, que no sólo no se declaró impedida sino que no admitió al Alto Tribunal las motivaciones comerciales, que estarían detrás del fallo contra Colombia, hacen aún más evidente la necesidad de rechazar dicho fallo y reiterar la soberanía colombiana sobre todo nuestro territorio terrestre y marítimo, tal y como ha estado desde antes del día 19 de noviembre de 2012. Recordó que los artículos 101 y 150 de la Constitución determinan claramente que el Congreso acepta o no la verificación de los límites nacionales exclusivamente por la vía de la ratificación de tratados internacionales, un fallo además cuestionable en este caso".